# 윤상현 (기업인)
윤상현(1972년 3월 1일~)는 대한민국의 기업인이다. 현재 CJ ENM 대표이사을 역임하고 있다.

## 출신 학교
- 고려대학교 경영학과 학사

## 경력
- 1999.12~2013.09 CJ㈜ 자금파트/재무팀/재무전략담당
- 2013.10~2015.03 CJ㈜ 포트폴리오전략담당
- 2015.04~2015.12 CJ㈜ M&A담당
- 2016.01~2017.10 CJ㈜ 기획1담당
- 2017.11~2018.09 CJ㈜ M&A담당
- 2018.10~2019.12 CJ㈜ 경영전략1실장
- 2020.01~2022.03 CJ대한통운 경영지원실장
- 2022.03~2024.12 CJ ENM 커머스부문 대표이사
  - CJ ENM 보상위원회 위원
  - CJ ENM ESG위원회 위원
- 서울상공회의소 의원
- 2024.03~2024.10 CJ ENM 엔터테인먼트부문 대표이사 겸 커머스부문 대표이사
- 2024.03~2024.10 CJ ENM 영화·드라마사업본부장
- 한국방문의해위원회 이사
- 2024.11~ CJ ENM 대표이사 겸 엔터테인먼트부문 대표이사